# Velinga församling
Velinga församling var en församling i Skara stift och i Tidaholms kommun. Församlingen uppgick 2010 i Hökensås församling. 

## Administrativ historik
Församlingen har medeltida ursprung. 1691 införlivades Ettaks församling.
Församlingen var till 1962 annexförsamling i pastoratet Daretorp och Velinga som från 1629 även omfattade Brandstorps församling  och till 1638 Ettaks församling. Från 1962 till 1998 annexförsamling i pastoratet Daretorp, Velinga och Härja för att därefter till 2010 ingå i Tidaholms pastorat. Församlingen uppgick 2010 i Hökensås församling.

## Kyrkor
- Velinga kyrka